# Bernhard Prinz (Karikaturist)

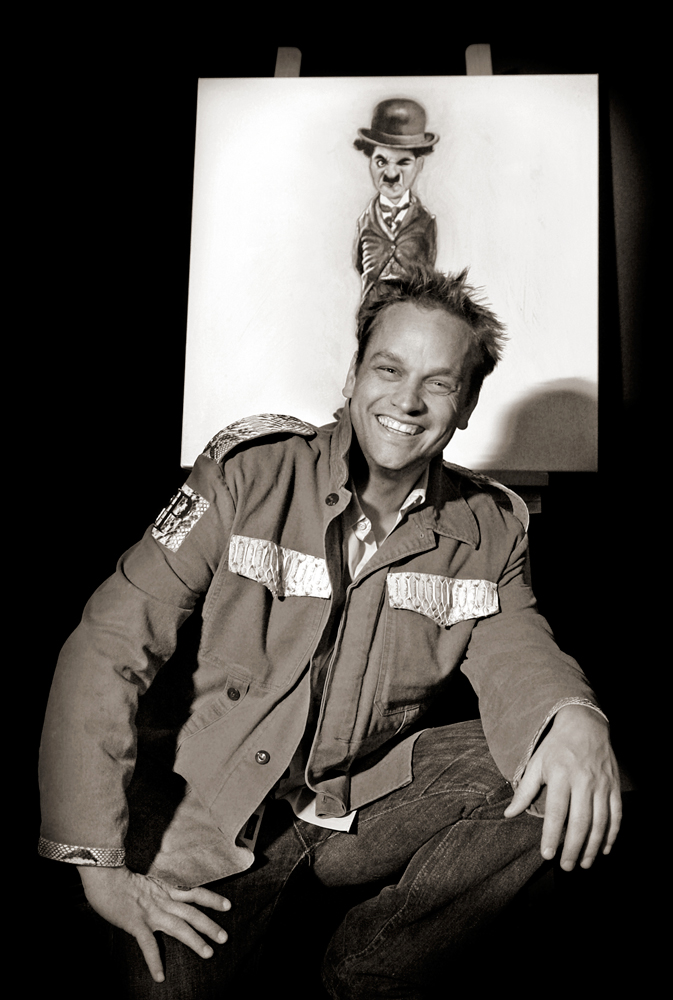
Bernhard Prinz 2009

Bernhard Prinz (* 26. Februar 1975 in München, Deutschland) ist ein deutscher Künstler, Zeichner, Bildhauer und Karikaturist.

## Leben
Bernhard Prinz kam als Sohn eines Porträtmalers und einer Lithografin früh mit Kunst in Berührung. Seinen Stil brachte er sich autodidaktisch bei. Nach seiner Schulzeit verbrachte er über ein Jahr in Spanien und lebte dort von Karikatur- und Porträtmalerei an Promenaden und auf Plätzen. Zurück in München bekam er erste Illustrations-Aufträge unter anderen für den Playboy, den Focus, die Süddeutsche Zeitung, das Handelsblatt und den Stern, sowie der Weltwoche aus der Schweiz. Des Weiteren illustrierte er Musik-CDs und Hörbücher. Für den Kinofilm Ballermann 6 entwarf er das Filmplakat und die Gerhard Schröder-Karikatur für die Gerd-Show.
Prinz wurde 2023 zu den Münchner Turmschreibern berufen.
Bernhard Prinz lebt und arbeitet in München.

## Kritiken
Der Kunstkritiker und Kurator Elmar Zorn bezeichnet die Kunst von Bernhard Prinz als „satirisches Theater der Malerei … auf der Augenhöhe der großen Maler, handwerklich und künstlerisch um nichts weniger brillant als die sogenannten Klassiker“; die Süddeutsche Zeitung schreibt: „Bunt, skurril und tiefgründig“.